# Clarembaud II de Chappes
Pour les articles homonymes, voir Clarembaud de Chappes.
Clarembaud II de Chappes (né vers 1070 - † vers 1134) est seigneur de Chappes et vicomte de Troyes au début du XIIe siècle. Il est le fils de Gautier Ier de Chappes, seigneur de Chappes, et de Flandrine de Troyes.

## Biographie
Avant 1090, il approuve la fondation du prieuré de Plancy par sa grand-mère Gillette de Plancy.
Il hérite du titre de seigneur de Chappes de son père et très probablement de celui de vicomte de Troyes de sa mère.
En 1114, il renonce à son titre d'abbé laïc de l'abbaye Saint-Loup de Troyes et vend pour une pièce d'argent aux religieux le droit d'élire eux-mêmes leur abbé, afin de parer au danger d'excommunication et de damnation éternelle et pour en être absous personnellement ainsi que ses ancêtres. Ces remarques semblent indiquer qu'il a reçu de fortes pressions afin de faire cette cession. Le comte de Champagne Hugues Ier aurait lui-même conseillé cette vente.
En 1118, il assiste au prieuré de Longpont aux funérailles de Milon de Montlhéry, seigneur de Bray et de Montlhéry et assassiné par son cousin Hugues de Crécy, et auxquels assiste le roi Louis VI le Gros. Cette présence à ces funérailles pourrait indiquer une parenté entre les familles de Chappes et de Montlhéry. Ainsi, la mère de Clarembaud, Flandrine, serait probablement une sœur de Lithuise, dite vicomtesse de Troyes. Cette vicomté aurait donc été fractionnée entre les deux sœurs, dont une partie serait parvenue par héritage à la famille de Chappes.
Après 1121, il donne avec l'accord de son épouse à l'abbaye de Clairvaux ce qu'il avait au finage de Perrecin (ancien lieu situé entre Bar-sur-Aube et Clairvaux) et qui était de son fief.

## Mariage et enfants
Vers 1090, il épouse Aélis du Donjon de Brienne, dame de Dosches, probablement apparentée à la maison de Brienne, sœur d'Eude, archidiacre et prévôt du chapitre de la cathédrale de Troyes, dont il aurait eu six enfants :
- Thibaud de Chappes, cité dans des chartes de 1121, 1138 et 1147. Bien qu'il semble être l'aîné, il n'a pas été seigneur de Chappes. Peut-être était-il malade ;
- Clarembaud III de Chappes, qui succède à son père ;
- Hugues de Chappes, cité dans une charte de 1121 et une autre de 1135 ;
- Elisabeth de Chappes, qui épouse Hugues de Payns, fondateur et premier maître de l'ordre du Temple, dont elle a quatre enfants[6] ;
- Emmeline de Chappes, dame de Dosches, qui épouse en premières noces Zacharie, seigneur de Saint-Sépulcre, dont elle a au moins quatre enfants, puis en secondes noces Hilduin de Vendeuvre, dont elle a au moins un enfant ;
- Hélie de Chappes, qui épouse en premières noces Eudes, seigneur de Villemaur, dont elle a plusieurs enfants, puis en secondes noces Guillaume de Châtillon-sur-Seine, seigneur de Duesme, dont elle a une fille.

## Source
- Marie Henry d'Arbois de Jubainville, Histoire des Ducs et Comtes de Champagne, 1865.
- Prosper Adnot, Notes historiques sur l'ancienne ville de Chappes, 1865.
- Edouard de Saint Phalle, Les Seigneurs de Chappes aux XIe et XIIe siècles, 2007.
- Edouard de Saint Phalle, La seigneurie de Chappes et l'origine des vicomtes de Troyes, 2007.